# I. e. 24. század
| Évezredek i.e. | 10. | 9. | 8. | 7. | 6. | 5. | 4. | 3. | 2. | 1. | Időszámítás kezdete | 1. | 2. | 3. | 4. | 5. | 6. | 7. | 8. | 9. | 10. | Évezredek i.sz. |

## Események
- i. e. 2300-ban alapíthatták Homsz városát
- Umma uralkodója, Lugalzaggeszi egységes Sumer államot hoz létre.
- Sarrukín akkád király megdönti Lugalzaggeszi államát és egyesíti Sumert és Akkádot.

## Találmányok, felfedezések
- Ércszobrok, pecséthengerek (sumer-akkád)